# Ryszard Galla
assinatura
Ryszard Jerzy Galla (Wrocław; 22 de Julho de 1956 — ) é um político da Polónia. Ele foi eleito para a Sejm em 25 de Setembro de 2005 com 9072 votos em 21 no distrito de Opole, candidato pelas listas do partido Mniejszość Niemiecka.